# هیپرویتامینوز دی
هایپرویتامینوز (به انگلیسی: Vitamin D toxicity) اختلالی است که در اثر مصرف بیش از حد یک یا چند ویتامین ایجاد می‌شود. این اختلال معمولاً در اثر زیاده‌روی در مصرف مکمل‌های غذایی رخ می‌دهد. هایپرویتامینوز D ناشی از سطح خونی بالای ویتامین D است.
سطح خونی طبیعی ویتامین D در حدود ۳۰٫۰ تا ۷۴٫۰ نانوگرم در میلی لیتر است. علائم این مسمومیت دهیدراسیون، تهوع، کاهش اشتها، تحریک پذیری، یبوست، خستگی، ضعف عضلانی و … است.